# Dead New World
Dead New World é o quinto álbum de estúdio da banda americana de nu metal Ill Niño. O álbum foi lançado em 25 de outubro de 2010, pela Victory Records.

## Informação do álbum
O álbum foi autoproduzido, com coprodução de Clint Lowery (guitarrista do Sevendust) e Sahaj Ticotin, e mixado por Eddie Wohl (36 Crazyfists, Anthrax, Smile Empty Soul). A capa do álbum foi criada por Tim Butler da XIII Designs (Disturbed, Slipknot, Metallica, Slayer, Michael Jackson).
Este é o primeiro álbum a ser lançado pela Victory Records e também é o primeiro álbum da banda a não conter palavrões.
Em 2 de junho de 2010, Ill Niño lançou uma faixa nova, "Scarred (My Prison)", como um teaser para o novo álbum.
O primeiro single "Against The Wall" estava disponível para download em 12 de outubro e um vídeo foi filmado. Este vídeo foi lançado em 23 de novembro.
O segundo single e videoclipe "Bleed Like You" teve sua estreia mundial no dia 11 de fevereiro, ao ser apresentado no 66º Episódio da VicTorV (Victory Records TV), apresentado pelos próprios membros da banda.

## Recepção
| Críticas profissionais     | Críticas profissionais |
| Avaliações da crítica      | Avaliações da crítica  |
| Fonte                      | Avaliação              |
| -------------------------- | ---------------------- |
| AllMusic                   | [ 1 ]                  |
| The Marshalltown Chronicle | [ 7 ]                  |
| The NewReview              | [ 8 ]                  |

O álbum vendeu cerca de 3.000 cópias em sua primeira semana e estreou na 164ª posição na Billboard 200 dos EUA. No entanto, o álbum alcançou brevemente o top 20 da parada de álbuns de rock no iTunes.

## Lista de músicas
| N.º            | Título                                                     | Duração |  |
| 1.             | "God Is for the Dead"                                      |         |  |
| 2.             | "The Art of War"                                           |         |  |
| 3.             | "Against the Wall"                                         |         |  |
| 4.             | "Mi Revolucion"                                            |         |  |
| 5.             | "Bleed Like You"                                           |         |  |
| 6.             | "Serve the Grave"                                          |         |  |
| 7.             | "If You Were Me"                                           |         |  |
| 8.             | "Ritual"                                                   |         |  |
| 9.             | "Killing You, Killing Me"                                  |         |  |
| 10.            | "How Could I Believe"                                      |         |  |
| 11.            | "Bullet with Butterfly Wings (cover do Smashing Pumpkins)" |         |  |
| 12.            | "Scarred"                                                  |         |  |
| Duração total: | Duração total:                                             | 45:23   |  |

## Créditos
- Cristian Machado - vocais
- Dave Chavarri - bateria
- Diego Verduzco - guitarra base
- Ahrue Luster - guitarra solo
- Lazaro Pina - baixo
- Daniel Couto - percussão